# Renaudiana
Renaudiana är ett släkte av skalbaggar. Renaudiana ingår i familjen Melolonthidae.
Kladogram enligt Catalogue of Life:
| Renaudiana | \| \| Renaudiana guttata \| \| \| \| \| \| Renaudiana ranomandriensis \| \| \| \| |
|            | \| \| Renaudiana guttata \| \| \| \| \| \| Renaudiana ranomandriensis \| \| \| \| |
|            | Renaudiana guttata                                                                |
|            |                                                                                   |
|            | Renaudiana ranomandriensis                                                        |
|            |                                                                                   |